# Krzyż Waleczności (Dania)
Krzyż Waleczności (duń. Tapperhedskorset, skr. Fsv.Tpk.) – najwyższe duńskie odznaczenie wojskowe ustanowione 14 listopada 2011 (z działaniem wstecznym od 1 stycznia 2010) przez królową Małgorzatę II z dynastii Glücksburgów, bocznej linii rodu Oldenburgów. 
Nadawany jest za akty nadzwyczajnej waleczności w bezpośrednim starciu z wrogiem lub inne bardzo ryzykowne czyny i dlatego porównywany jest z amerykańskim Medalem Honoru albo brytyjskim Krzyżem Wiktorii. 
Choć Krzyż Waleczności przyznawany jest przez Szefa Sił Zbrojnych (dosł. „Szefa Obrony”, dun. Forsvarschefen), to dekoruje nim osobiście duńska królowa. Dotychczas zdarzyło się to tylko raz i 2 listopada 2011 krzyż otrzymał sierżant Casper Westphalen Mathiesen, który w Afganistanie własnym ciałem osłaniał dwukrotnie rannego kolegę i odpowiadał ogniem podczas bezpośredniej walki z Talibami, co umożliwiło ekipie medycznej dotarcie do poszkodowanego na czas i jego ewakuację.
Krzyż formę Orderu Danebroga, jest wykonywany ze srebra, z ramionami emaliowanymi na czarno i pozłacanymi krawędziami. Na awersie, w centralnym pozłacanym medalionie umieszczony jest monogram władcy, który krzyż ufundował i data ustanowienia „2010”, a na wszystkich czterech ramionach krzyża słowa „FOR - TAP - PER - HED” (pol. „ZA – WA – LECZ – NOŚĆ”). Na rewersie znajduje się grawerowane imię, nazwisko i stopień odznaczanego, a także rok nagradzanego czynu.
Krzyż mocowany jest do wiązanej w pięciokąt wstążki w kolorze białym z czerwonym paskiem wzdłuż środka. Ponieważ identyczną wstążkę ma Medal Obrony za Waleczność, to w przypadku noszenia baretki krzyża dodawana jest do niej miniatura środkowego medalionu z monogramem i datą.
W duńskiej kolejności starszeństwa odznaczeń Krzyż Waleczności znajduje się za Krzyżem Komandorskim Orderu Danebroga, a przed Medalem Obrony dla Poległych i Rannych na Służbie, lub przed jego następcą Medalem Obrony dla Poległych na Służbie ustanowionym w 2009.